# 脂麻科

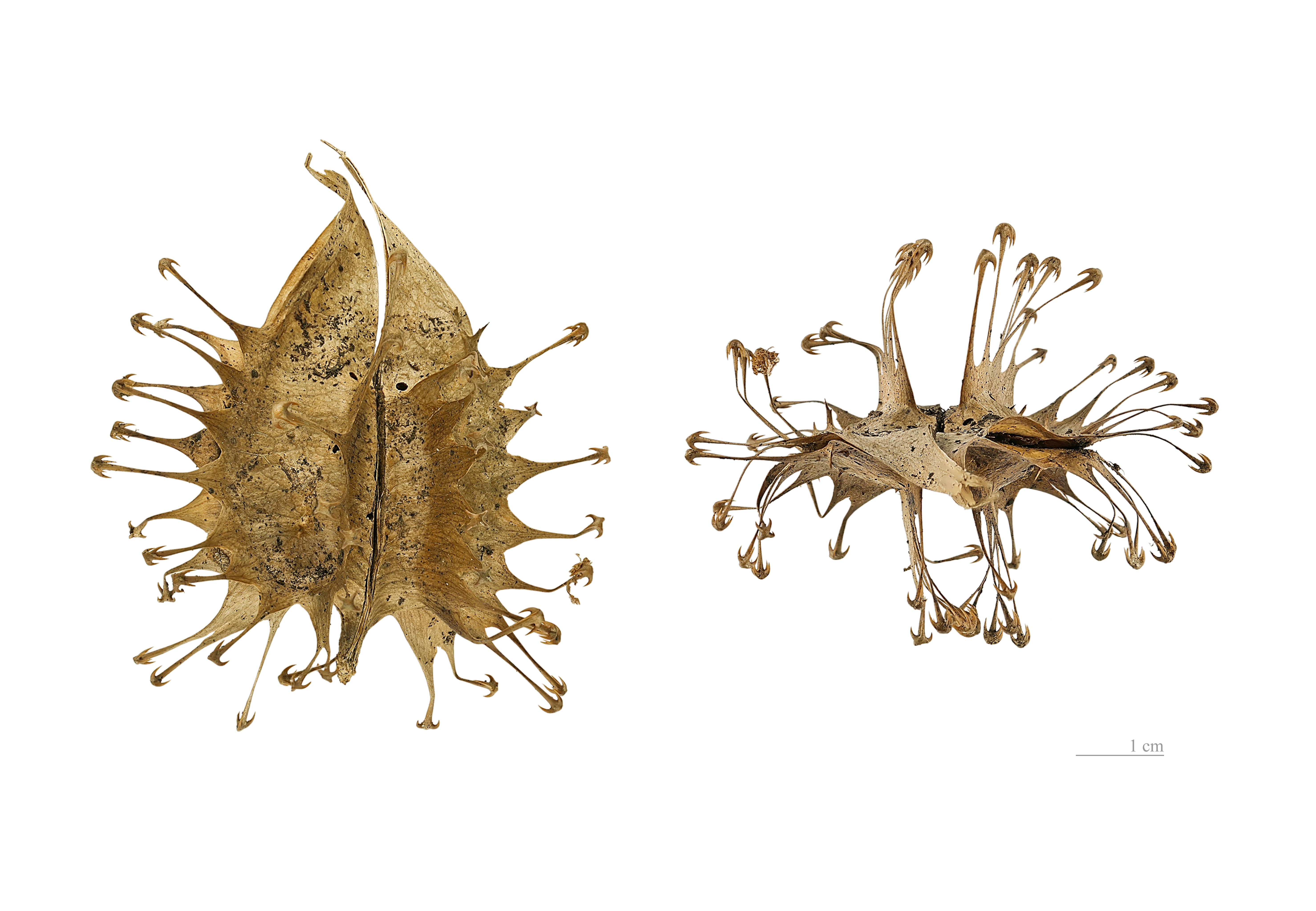
Uncarina ankaranensis

脂麻科（學名：Pedaliaceae），旧名胡麻科，屬於真雙子葉植物唇形目。全世界有14屬70種。中國二屬二種，脂麻屬的芝麻與茶菱屬的茶菱。

## 分類
脂麻科在1981年的克朗奎斯特分类法中被分到玄参目中，并将角脂麻科（Martyniaceae）也分入本科，两科的植物都具有毛，所以叶子和茎都有一种喇手的感觉，果实都类似角状，但最新的依据基因亲缘关系分类的APG 分类法认为两类植物的关系并不近，因此将角脂麻类植物单独分为一个科，将这两个科分入唇形目。

## 形態
脂麻科植物的形態如下：
- 一年生或多年生草本，極少為木本。
- 葉對生，有時在莖末端互生，表面密佈乳腺，無托葉。
- 花大型[2]，兩側對稱，通常單生。花柄具蜜腺。
  - 萼四部或五部。
  - 花為唇形或接近唇形，五片裂瓣。
  - 雄蕊四枚，二型，有時僅二枚。花藥二室，縱裂。
  - 花盤肉質，子房上位，二室或四室。中軸胎座。胚珠二至多數。花柱細絲狀，柱頭二裂。
- 果實開裂或不開裂，具翅，或通常為鉤、刺、或其他突起。這些突出物是花的變態[2]。
- 種子各（子房）室中一枚至多數。

## 分布
本科植物约有13属50余种大部分分布在非洲、澳洲的热带地区，中国只有二属二种。

## 重要性
脂麻科中最重要的植物是芝麻（Sesamum indicum）, 一种重要的油料作物。